# Cumberland Lodge
Cumberland Lodge es una casa de campo catalogada como grado II del siglo XVII en el Gran Parque de Windsor, a 3,5 millas al sur del Castillo de Windsor.  Desde 1947 ha sido ocupado por la fundación benéfica conocida como Cumberland Lodge, que organiza conferencias residenciales, charlas y debates sobre cuestiones sociales y éticas. Los jardines de Cumberland Lodge están clasificados como Grado I en el Registro de Parques y Jardines Históricos.

## Historia del lugar
La casa fue construida por John Byfield, un capitán del ejército, en 1650 cuando Oliver Cromwell dividió y vendió lotes en Windsor Great Park. La casa se llamó Byfield House hasta 1670. Luego pasó a llamarse New Lodge y, en ocasiones, también se la conoció como Windsor Lodge o Ranger Lodge. Tras una restauración, el rey Carlos II convirtió la casa en residencia oficial del guardabosques del Gran Parque, nombramiento de la corona siempre ocupado por alguien cercano al soberano.
Algunos habitantes de Lodge :
- Baptist May, el primer guardabosques residente;
- Sarah Churchill, duquesa de Marlborough (1702–1744); John Churchill, primer duque de Marlborough que falleció allí en 1722;
- Juan Spencer (1744-1746);
- El príncipe Guillermo, duque de Cumberland, hijo del rey Jorge II (1746–1765);
- Príncipe Enrique, Duque de Cumberland y Strathearn, hijo de Federico, príncipe de Gales (1765–1790);
- Ana, duquesa de Cumberland y Strathearn, viuda de Enrique (1790–1803);
- Jorge Spencer-Churchill, quinto duque de Marlborough (hasta 1822);
- Augustus Frederick, duque de Sussex, hijo del rey Jorge III (1830–1843);
- El general William Wemyss de Wemyss, soldado escocés del ejército británico y miembro del parlamento, murió en la logia en 1852;[3]
- La princesa Elena, hija de la reina Victoria del Reino Unido y esposa del príncipe Christian de Schleswig-Holstein (después de su matrimonio en 1866);
- Lord Fitzalan de Derwent, último virrey de Irlanda (1923-1947).

Durante 1936, Cumberland Lodge se utilizó para reuniones entre Alexander Hardinge (secretario privado del rey) y Stanley Baldwin (primer ministro), lo que finalmente condujo a la abdicación de Eduardo VIII.

## Cumberland Lodge hoy
Hoy, Cumberland Lodge es una organización benéfica educativa con la misión de abordar las causas y los efectos de la división social. Se utiliza para talleres académicos y cursos residenciales cortos por grupos de estudiantes, principalmente de universidades.
Su misión cuenta con el apoyo de personas y organizaciones que reservan las instalaciones para conferencias, reuniones, días libres, cursos de formación y eventos especiales, así como a través de donaciones y asociaciones.
El edificio no está abierto al público en general para verlo; sin embargo, hay jornadas de puertas abiertas, congresos y charlas gratuitas durante todo el año.
Se pueden ver varias tomas interiores y exteriores de Lodge en la película del 2010 El discurso del rey.